# Kaláúnidák
A Kaláúnidák vagy Kalávúnidák az Egyiptomra és Szíriára kiterjedő Mamlúk Birodalom egyetlen valóságos uralkodóházának tagjai voltak, akik 1279–1382/1390 között viselték (több megszakítással) a szultáni titulust. Elnevezésük a megalapítójuktól, a kipcsak származású, mamlúkságból szultáni trónig jutó al-Manszúr Kaláúntól (ur. 1279–1290) származik. A mamlúk szultánok első, türk (elterjedt, de pontatlan elnevezéssel bahri) csoportjához tartoznak. A kaláúnida szultánok többsége jelentéktelen báb volt rivalizáló mamlúk emírek kezében, mindenféle tényleges hatalom nélkül; a dinasztia fennmaradását csupán az tette lehetővé, hogy sokáig nem erősödött meg egyetlen potentát sem annyira, hogy a maga számára vehesse át a trónt. Erre végül az-Záhir Barkúknak (1382–1399) adódott lehetősége, akivel a mamlúk szultánság új, cserkesz (pontatlan elnevezéssel burdzsi) korszaka kezdődött.

## A kaláúnida szultánok listája
1. al-Manszúr Kaláún (1279–1290): Margat és a Tripoliszi Grófság elfoglalója. Természetes halállal halt meg.
2. al-Asraf Halíl (1290–1293): Kaláún fia. Nevéhez fűződik Akkon elfoglalása. Összeesküvés végzett vele.
3. an-Nászir Muhammad (1293–1294; 1299–1309; 1310–1341): Kaláún kisebbik fia. Tényleges, autokratikus hatalomra csak harmadik uralkodása alatt tett szert; ez az időszak a Mamlúk Szultánság fénykora. Természetes halált halt.
4. al-Manszúr Abu Bakr (1341): an-Nászir Muhammad fia. Egy befolyásos emír, Kauszún buktatta meg.
5. al-Asraf Kúdzsuk (1341–1342): an-Nászir Muhammad fia. Gyermekként került trónra. Egy összeesküvés buktatta meg Kauszúnnal együtt.
6. an-Nászir Ahmad (1342): an-Nászir Muhammad fia. Méltatlan viselkedése miatt tették le a trónról.
7. asz-Szálih Iszmáíl (1342–1345): an-Nászir Muhammad fia. Mostohaapja, Argún al-Alái irányította. Betegségben halt meg.
8. al-Kámil Saabán (1345–1346): an-Nászir Muhammad fia, Iszmáíl édestestvére. Szintén Argún al-Alái irányította. Egy lázadás során ölték meg Argúnnal együtt.
9. al-Muzaffar Háddzsi (1346–1347): an-Nászir Muhammad fia. Egy lázadás során ölték meg.
10. an-Nászir Haszan (1347–1351; 1354–1361): an-Nászir Muhammad fia. Először önállósodása miatt tették le a trónról, másodszor pedig egy befolyásos emír, Jalbuga l-Umari gyilkoltatta meg.
11. asz-Szálih Szálih (1351–1354): an-Nászir Muhammad fia. Féltestvére, az önállósodó Haszan helyett tették trónra. Szultáni címét a befolyásos emírek hatalmi harca során vesztette el.
12. al-Manszúr Muhammad (1361–1363): al-Muzaffar Háddzsi fia. Helyette Jalbuga l-Umari gyakorolta a hatalmat. Méltatlan életvitele miatt tették le a trónról.
13. al-Asraf Saabán (1363–1377): an-Nászir Muhammad unokája egy szultánná nem vált fiától. Miután leszámolt Jalbugával, önállóan is uralkodott. Egy lázadás során ölték meg.
14. al-Manszúr Ali (1377–1381): al-Asraf Saabán fia. Gyermekként került trónra, helyette a főparancsnok, Barkúk gyakorolta a hatalmat. Betegségben halt meg.
15. asz-Szálih Háddzsi, később al-Manszúr Háddzsi (1381–1382; 1390–1391): al-Asraf Saabán fia. Gyermekként került trónra. A főparancsnok, Barkúk vette át tőle a trónt. Az új szultán ellenfelei rövid időre al-Manszúr titulussal restaurálták a hatalmát, de Barkúk legyőzte őket, és véglegesen letette Háddzsit, véget vetve a kaláúnida uralomnak.